# هرمان گری
هرمان گری (انگلیسی: Hermann Gehri; ۲۶ ژوئیهٔ ۱۸۹۹ – ۲۵ نوامبر ۱۹۷۹) کشتی‌گیر آزاد اهل سوئیس بود.